# コケタンポポ
コケタンポポ（学名：Solenogyne mikadoi）は、キク科コケタンポポ属の多年草草本。日本の固有種である。

## 分類
本種は、コケセンボンギク属 Lagenophora に含められる事も多い
コケセンボンギク属に含める場合の学名は Lagenophora mikadoi (Koidz.) Koidz. ex H.Koyama である。
ここでは、自生地である日本のレッドリストで採用されている Solenogyne mikadoi を採用した。
なお、コケタンポポ属 Solenogyne は、本種の他に3種が確認されているが、それらは全てオーストラリアに分布している（隔離分布）。

## 特徴
日本の琉球列島固有種。鹿児島県の奄美大島及び徳之島、沖縄県の沖縄島及び西表島に分布する。個体数は数千個体と推定されている。
小型の多年草で。葉は倒披針状楔形で、羽状に裂けるか、または先端が3裂し、両面共に白色の微毛を持つ、ロゼット状に広がる根生葉である。花期は7〜9月。頭状花序で、高さ1.5〜3cm程度の花茎1つにつき直径1.5mm程度の、白または淡黄色の数個の管状花をつける。果実は痩果で、長さ1.5mm程度で無毛である。
染色体数は2n = 18。
生育環境は日当たりの良い渓流の岩上で、葉の複雑な形状からも分かるとおり渓流植物である。
自生地の1つは「安波のタナガーグムイの植物群落」（沖縄県国頭村）として国の天然記念物に指定されているが、この植物群落を特徴づける植物として本種があげられている。
和名の由来は「苔」のように小さな「タンポポ」に似た植物であるからだと言われている。

## 保全状況評価
レッドリスト
環境省第4次レッドリスト
- 絶滅危惧II類 (VU)（環境省レッドリスト）

地方自治体におけるレッドデータブック / レッドリスト
- 鹿児島県：絶滅危惧I類
- 沖縄県：絶滅危惧II類

天然記念物
- 自生地のうち1箇所が、国の天然記念物に指定されている[12][13]。1972年5月15日指定[12][13]。指定基準は「代表的原始林、稀有の森林植物相」[12]。

生息地が限られていること、個体数が少ないこと、森林の伐採やダム建設等の河川開発による生育環境の改変（水没または乾燥化）により、個体数の減少が懸念されている。また、人の踏みつけによる影響も確認されている。